# Alte Synagoge (Wysokie Mazowieckie)
Koordinaten: 52° 55′ 14,5″ N, 22° 30′ 42,8″ O

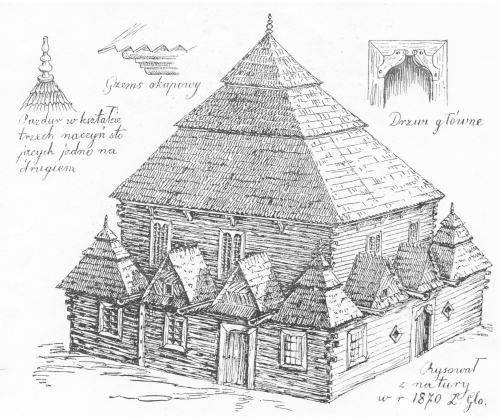
Zeichnung der Alten Synagoge in Wysokie Mazowieckie von Zygmunt Gloger (1870)

Die Alte Synagoge in Wysokie Mazowieckie, einer polnischen Stadt in der Woiwodschaft Podlachien, wurde 1722 errichtet. Die Synagoge aus Holz wurde in den 1870er Jahren wegen Baufälligkeit abgerissen. Sie wurde durch die Neue Synagoge ersetzt.
Die alte Synagoge mit Pyramidendach hatten einen abgetrennten Frauenbereich an der Nordseite.